# Exokératine
Les exokératines sont des alpha-kératines que l'on retrouve chez les mammifères, dans les ongles, les poils et les cheveux principalement. Il y a deux types d'exokératines, que l'on classe en deux groupes : les exokératines de type I, qui sont acides (pH < 7) et les exokératines de type II, qui sont basiques ou neutres (pH ≥ 7). Les kératines de groupe I et II s'assemblent pour former un filament intermédiaire.